# Mamutowa Skała

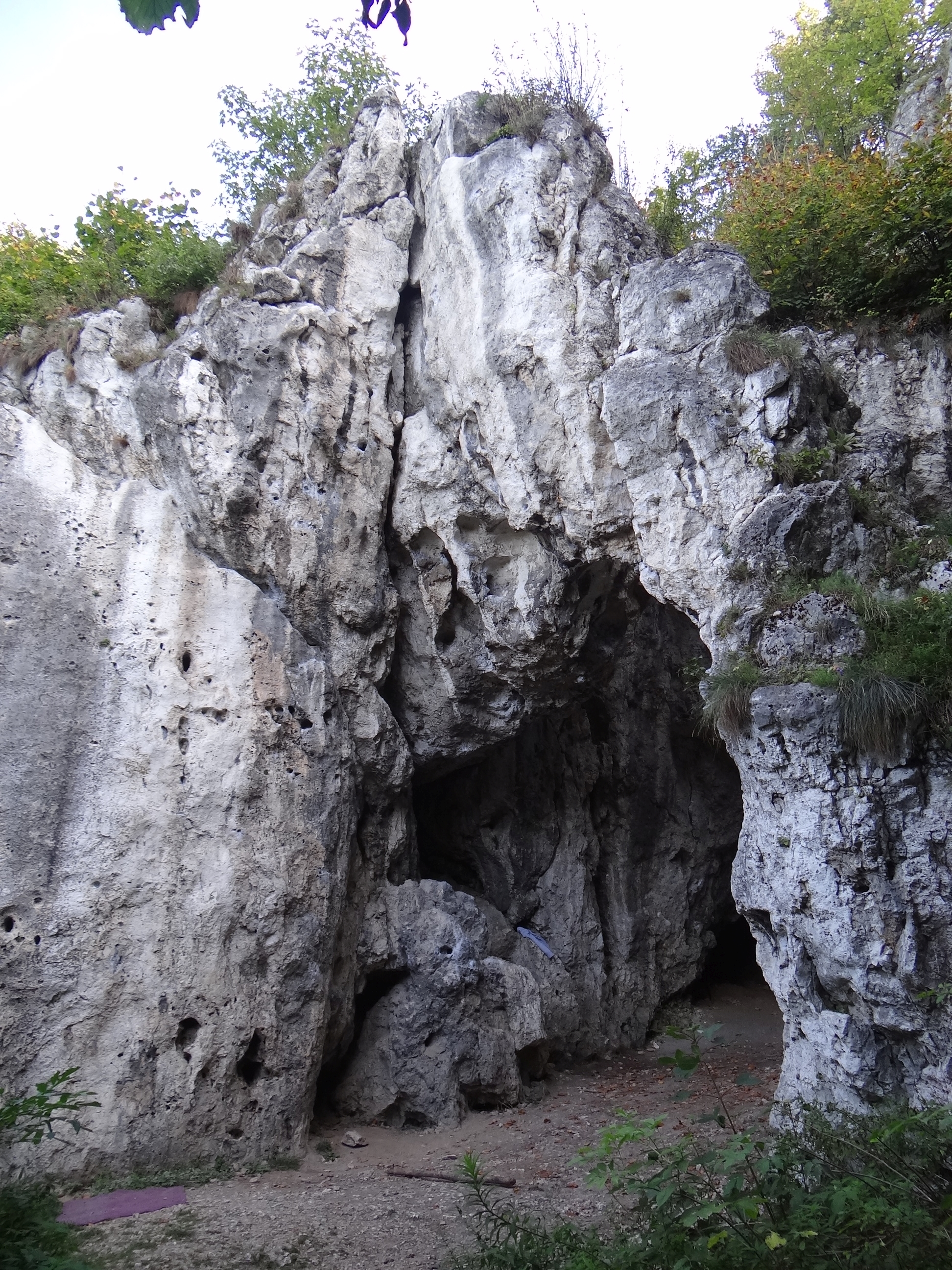
Mamutowa Skała i wylot Mamutowej Jaskini

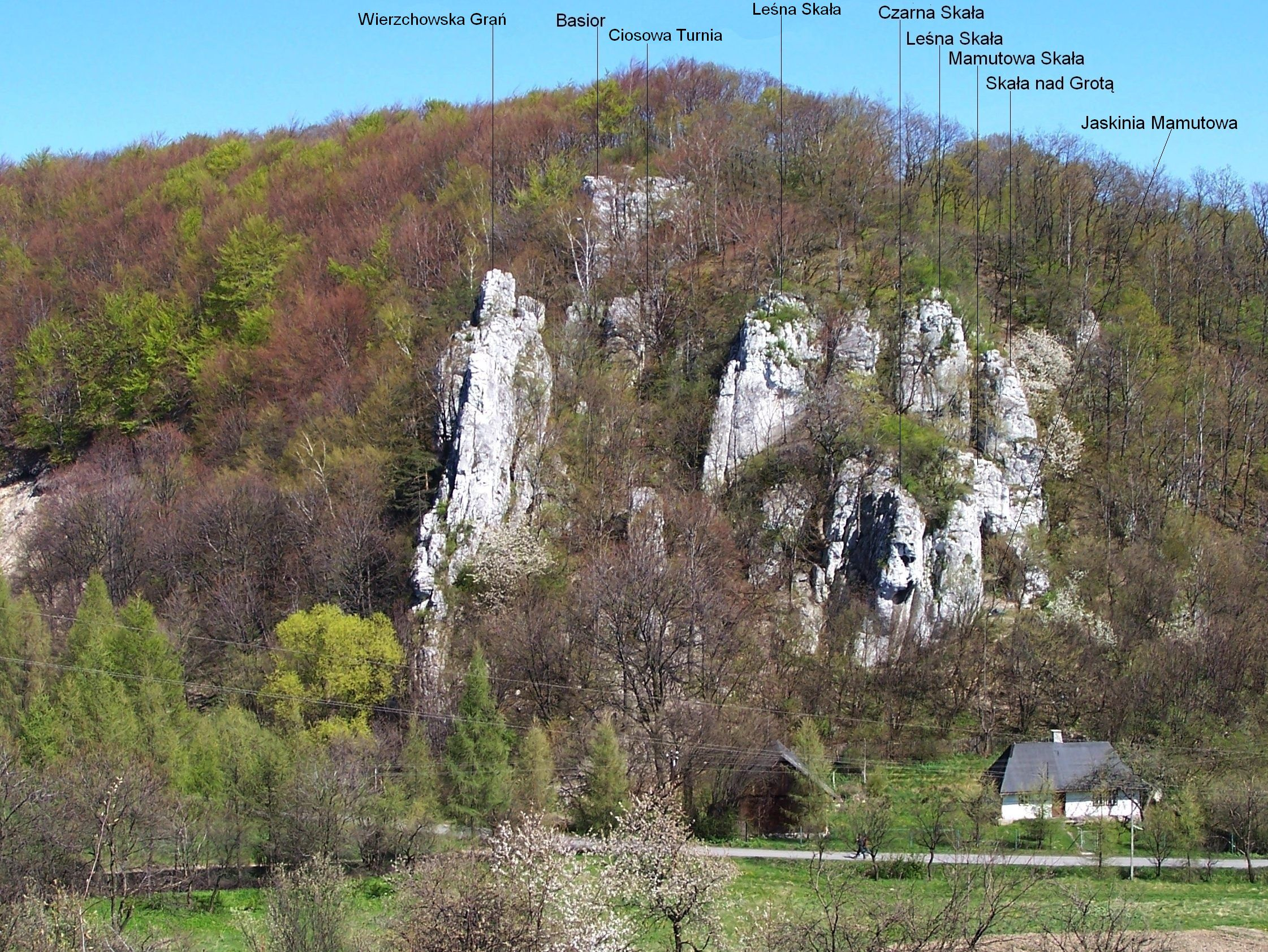
Lokalizacja skały

Mamutowa Skała – skała w Dolinie Kluczwody na Wyżynie Olkuskiej, w miejscowości Wierzchowie, w województwie małopolskim, w powiecie krakowskim, w gminie Wielka Wieś. Znajduje się w górnej części jej orograficznie lewych zboczy, w grupie skał wznoszących się nad drogą w Wierzchowiu. Znajduje się w niej Jaskinia Mamutowa. Tuż poniżej jej wylotu i po zachodniej stronie znajduje się skała Mamutowa Ścianka (Czarna Skała), a powyżej – Skała nad Grotą.
Mamutowa Skała znajduje się w lesie. Od szosy prowadzi do niej stromo w górę zbocza ścieżka wydeptana przez wspinaczy skalnych. Skała zbudowana jest z wapieni. Otwór jaskini jest tak ogromny, że Mamutowa Skała ma postać bramy skalnej. Wspinacze skalni wspinają się zarówno na jej zewnętrznych ścianach (w tym nad otworem jaskini), jak i na wewnętrznej (w jaskini). Łącznie poprowadzili 14 dróg wspinaczkowych, większość z nich to drogi bardzo trudne. Dzielą je na 4 grupy:
- Mamutowa Skała I – 2 drogi o długości 10 m i trudności VI.1 – VI.3+ w skali Kurtyki,
- Mamutowa Skała II – 5 dróg o długości 9–15 m i trudności V – VI.2+,
- Mamutowa Skała III – 3 drogi o długości 13–14 m i trudności VI+ – VI.4,
- Mamutowa Skała IV – 4 drogi o długości 14 m i trudności IV – VI.5+[2].

Wszystkie posiadają dobrą asekurację. Ponadto wspinacze wspinają się także w jaskini (na jej ścianach i na stropie). W przewodnikach wspinaczkowych i na portalach wspinaczkowych wspinaczka w Jaskini Mamutowej i na Mamutowej Skale opisywana jest łącznie (99 dróg wspinaczkowych III-VI.8).